# Giovanni de Riu
Giovanni de Riu, italijanski dirkač Formule 1, * 10. marec 1925, Macomer, Italija, † 2008.
Giovanni de Riu je upokojeni italijanski dirkač Formule 1. V svoji karieri je nastopil le na domači dirki za Veliko nagrado Italije v sezoni 1954, kjer se mu z dirkalnikom Maserati A6GCM/250F lastnega privatnega moštva ni uspelo kvalificirati na dirko.

## Popolni rezultati Formule 1
(legenda) (odebeljene dirke pomenijo najboljši štartni položaj, poševne pa najhitrejši krog, †-uvrščen kljub odstopu)
| Leto | Moštvo          | Šasija              | Motor               | 1   | 2   | 3   | 4   | 5  | 6   | 7   | 8       | 9   | Prv | Toč |
| ---- | --------------- | ------------------- | ------------------- | --- | --- | --- | --- | -- | --- | --- | ------- | --- | --- | --- |
| 1954 | Giovanni de Riu | Maserati A6GCM/250F | Maserati Straight-6 | ARG | 500 | BEL | FRA | VB | NEM | ŠVI | ITA DNQ | ŠPA | -   | 0   |